# Medical humanities
Las humanidades médicas es un campo interdisciplinario  de medicina qué incluye las humanidades (filosofía, ética, historia, religión y literatura comparativas), ciencia social ( psicología, sociología, antropología, estudios culturales, geografía de salud) y las artes (literatura, teatro, película, y artes visuales) y su aplicación a práctica y educación médicas. Las principales fortalezas de las humanidades médicas son las cualidades y prácticas inconformistas imaginativas.
Las humanidades médicas principalmente se enfocan en entrenar practicantes médicos. Esto contrasta con las humanidades de la salud que en términos generales enlaza salud y otras disciplinas de cuidado social con las artes y humanidades.

## Definiciones
Las humanidades médicas se pueden definir como un esfuerzo interdisciplinario y cada vez más internacional que se basa en las fortalezas creativas e intelectuales de diversas disciplinas, incluida la literatura, el arte, la escritura creativa, el drama, el cine, la música, la filosofía, la toma de decisiones éticas, la antropología y la historia, en la búsqueda de objetivos educativos médicos. Las ciencias humanísticas son relevantes cuando se recopilan las perspectivas de múltiples personas sobre los problemas para responder preguntas o incluso crear preguntas. Las artes pueden proporcionar perspectivas adicionales sobre las ciencias.
Las humanidades médicas críticas son un enfoque que argumenta que las artes y las humanidades tienen más que ofrecer al cuidado de la salud que simplemente mejorar la educación médica. Propone que las artes y las humanidades ofrecen maneras diferentes de pensar sobre historia humana, cultura, el comportamiento y la experiencia que se pueden utilizar para diseccionar, criticar e influir en las prácticas y prioridades de atención médica.

## Las Artes
Los libros médicos, las imágenes y los esquemas ayuda a los estudiantes de medicina a apreciar los detalles en el campo médico, desde el cuerpo humano hasta las enfermedades.
Las humanidades médicas pueden ayudar a los médicos a ver los problemas desde más de una perspectiva, como se supone deben hacer las artes visuales y la cultura. Tanto los pacientes como los médicos profesionales se enfrentan a la toma de decisiones. La perspectiva de la Ética médica de cada persona es diferente en sí debido a las diferentes culturas, religiones, sociedades, y tradiciones. Las humanidades también ayudan e intentan crear una relación más estrecha o significativa entre practicantes médicos y pacientes. La ética se percibe de manera diferente de persona a persona, por lo que responder preguntas éticas requiere los puntos de vista de varias personas diferentes que pueden tener opiniones diferentes sobre lo que está bien y lo que está mal.